# La SIRA
La SIRA est une résidence d'artistes fondée en 2010 à Asnières-sur-Seine.

## Histoire

### Création
Le projet démarre en 2010 à la suite d'un accord avec COFFIM, propriétaire d'une friche de 4 000 m2 au 6, rue Louis-Armand. Ce lieu sera aménagé progressivement pour devenir une résidence d'artistes et un centre de production artistique .

#### Concrete (2011-2012)
La SIRA démarre son activité en 2011 en accueillant les soirées Die Nacht, Sundae et Concrete et devient rapidement un haut lieu du clubbing underground en Île de France et participe à cette époque à « la redécouverte de la banlieue par un public Parisien encore frileux ». En 2012, La SIRA apparait dans le documentaire Real Scenes: Paris, produit par le webzine Resident Advisor. 

#### Résidence d'artistes (2010-2019)
Parallèlement aux évènements qui y sont organisés, la SIRA accueille plus d'une centaine d'artistes et de projets parmi lesquels: Polo & Pan, Mohamed Bourouissa, Ivan Argote, Thomas Mailaender, Jacques, Jackson And His Computer Band, Bertrand Bonello, Gaspar Noé, Flavien Berger, La Femme ou Laurent Pernot. Bien qu'elle soit relativement discrète et confidentielle, La SIRA possède une influence et un bilan culturel important pour la scène artistique du Grand Paris.

### SIRA II (2019-)
En 2019, La SIRA déménage pour s'installer sur le quai Aulagnier, toujours à Asnières-Sur-Seine, renouvelant ainsi sa présence dans le Nord-Ouest Parisien.
Cette ancienne friche industrielle qui n’avait ni eau courante, ni électricité a été rénovée et repensée afin de créer des équipements sur mesure pour les pratiques des artistes qu'elle accueille: studio photo, studios de musique, atelier de céramique, chambre noire, jardin potager ainsi qu’une galerie éponyme.
Parmi les résidents de ce deuxième opus, on trouve certains des artistes historiques de la première SIRA comme Polo & Pan, Thomas Mailaender, mais aussi de nouveaux résidents comme le peintre Jean-Philippe Delhomme, le duo de graphistes Adulte Adulte et le groupe L'Impératrice.

#### Galerie
En 2020, La SIRA ouvre une galerie, "La SIRA", membre du Comité Professionnel des Galeries d'Art, qu'elle inaugure avec une exposition du peintre Jean-Philippe Delhomme.